# 帕米耶
帕米耶（法語：Pamiers，發音：[pamje] ⓘ），法国西南部城市，奥克西塔尼大区阿列日省的一个市镇，也是该省的一个副省会，下辖帕米耶区，其市镇面积为45.85平方公里，2022年1月1日时人口数量为16,512人，是阿列日省人口最多的市镇，超过了省会富瓦，在全法国市镇中排名第616位。
帕米耶位于阿列日省北部，阿列日河右岸，是一个区域性的中心城市。帕米耶历史悠久，中世纪后期曾一度成为法国重要的宗教文化中心，工业革命时出现冶金工业并成为了当地的经济支柱，二战后逐渐发展为图卢兹南部的一座远郊卫星城。

## 地名来源
“帕米耶”一名出现于公元12世纪，来源于富瓦的罗歇二世在当地所建的“阿帕米埃城堡”（Castrum Appamiae），其中来源于第一次十字军东征的主战场之一的叙利亚城市阿帕米亚，后逐渐衍变成为。

## 历史

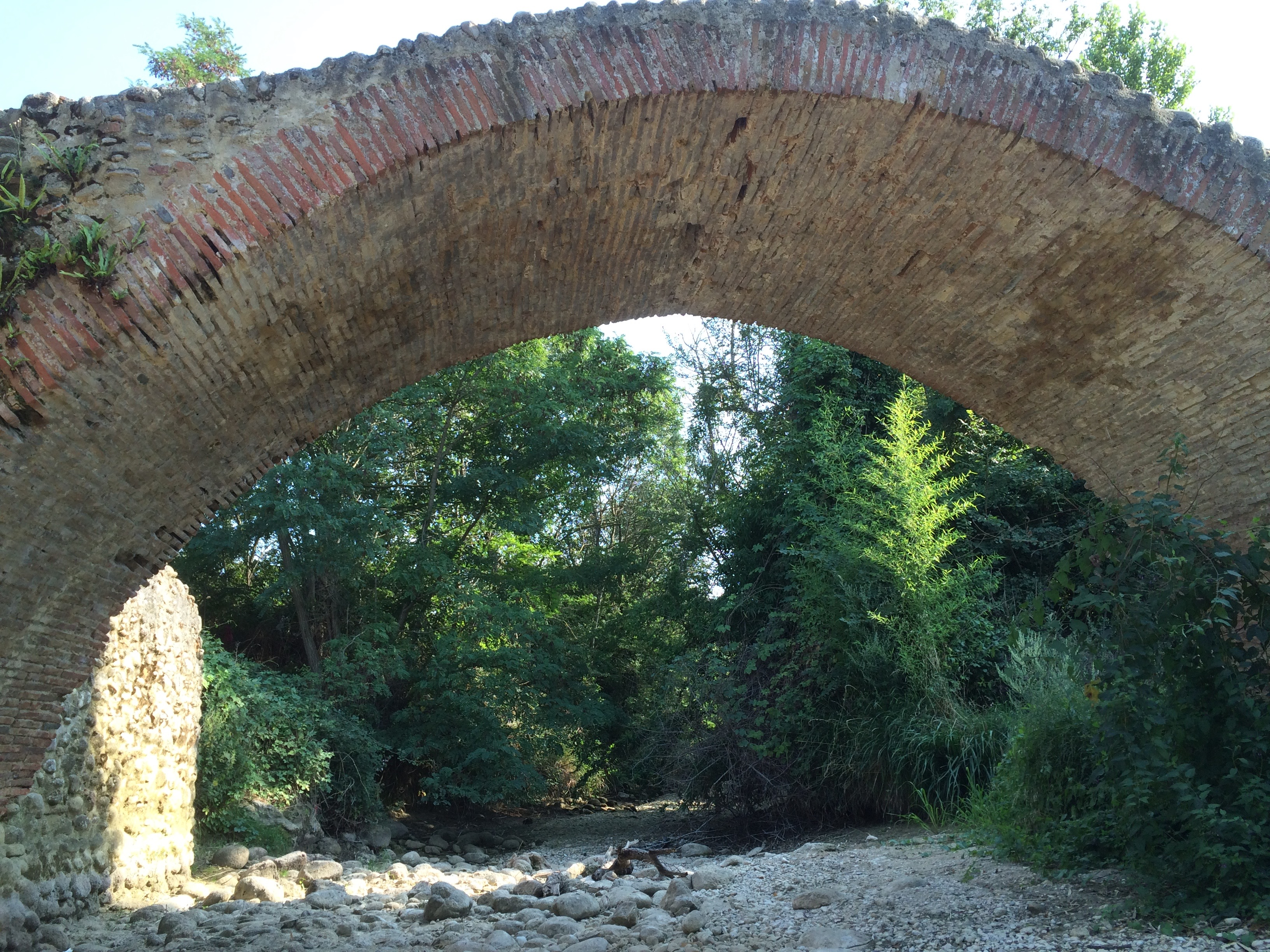
帕米耶境内一处罗马时期的遗址

公元6世纪时，西哥特人入侵比利牛斯山北部的大片区域，天主教圣人安多尼在这里遇难，其圣髑下葬于此。公元1111年，富瓦伯爵罗歇二世在此建成了一处城堡，由此形成了一个村落。公元13世纪末，教宗博義八世将帕米耶划为一个教区，多个教会在此成立，帕米耶成为了和波尔多、图卢兹齐名的法国西南部宗教文化中心。但16世纪的宗教战争对帕米耶造成了毁灭性的打击：大批教会关闭或迁出、人口数量锐减。法国大革命后，帕米耶成为了阿列日省的一个副省会。1817年，帕米耶建立了一处冶金厂，后者成为了当地的经济支柱，并吸引了一定的人口。二战后，随着图卢兹的城市扩张，帕米耶成为了图卢兹南部的一个远郊卫星城。

## 地理

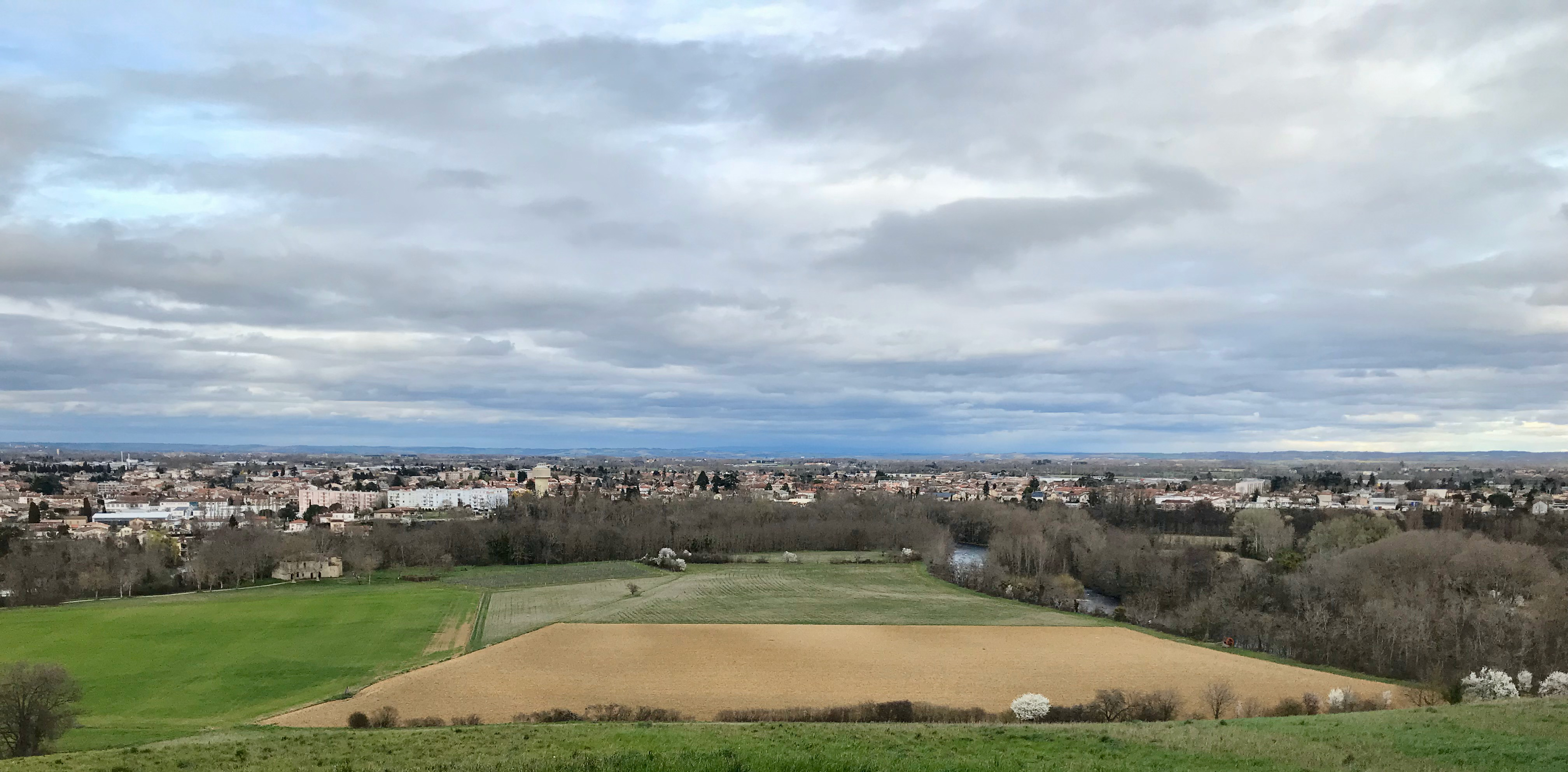
远眺帕米耶

帕米耶位于法国西南部，奥克西塔尼大区西南部和阿列日省北部，距离省会富瓦大约20公里，距离大区首府图卢兹大约69公里。与帕米耶接壤的市镇包括：伯纳格、贝扎克、博纳克、勒卡尔拉雷、埃斯科斯、马迪耶尔、蒙托、圣博泽伊、圣让迪法尔加、圣维克托-鲁佐、拉图尔迪克里约、韦尔尼奥勒、帕雷阿日新城、贝扎克。

### 地形
帕米耶位于比利牛斯山北麓与阿基坦盆地的过渡地带，境内以丘陵为主，市区地势相对平坦，全境海拔在256到473米之间。

### 水文
阿列日河自南向北呈辫状流经境内，其中干流位于最西端，该河是加龙河右岸的一条支流，后者为法国五大河流之一。

### 植被
帕米耶的植被主要分布在阿列日河干流两岸以及市区东部的坡地上，一些主干道亦种植有行道树。

### 气候
帕米耶在柯本气候分类法中属于带有地中海特征的温带海洋性气候。
帕米耶境内设有气象站，以下为该气象站的数据（其中日照数据取自卡尔卡松气象站）：
| 帕米耶1981年－2019年 | 帕米耶1981年－2019年 | 帕米耶1981年－2019年 | 帕米耶1981年－2019年 | 帕米耶1981年－2019年 | 帕米耶1981年－2019年 | 帕米耶1981年－2019年 | 帕米耶1981年－2019年 | 帕米耶1981年－2019年 | 帕米耶1981年－2019年 | 帕米耶1981年－2019年 | 帕米耶1981年－2019年 | 帕米耶1981年－2019年 | 帕米耶1981年－2019年 |
| 月份                 | 1月                  | 2月                  | 3月                  | 4月                  | 5月                  | 6月                  | 7月                  | 8月                  | 9月                  | 10月                 | 11月                 | 12月                 | 全年                 |
| -------------------- | -------------------- | -------------------- | -------------------- | -------------------- | -------------------- | -------------------- | -------------------- | -------------------- | -------------------- | -------------------- | -------------------- | -------------------- | -------------------- |
| 历史最高温 °C（°F）  | 21 (70)              | 22.5 (72.5)          | 28 (82)              | 29 (84)              | 35 (95)              | 38 (100)             | 39 (102)             | 41 (106)             | 34 (93)              | 31 (88)              | 25 (77)              | 22 (72)              | 41 (106)             |
| 平均高温 °C（°F）    | 9.5 (49.1)           | 11 (52)              | 13.9 (57.0)          | 15.8 (60.4)          | 20.3 (68.5)          | 24.1 (75.4)          | 27.4 (81.3)          | 27.2 (81.0)          | 23.9 (75.0)          | 19.1 (66.4)          | 12.7 (54.9)          | 10 (50)              | 17.9 (64.2)          |
| 日均气温 °C（°F）    | 5.4 (41.7)           | 6.6 (43.9)           | 9 (48)               | 11 (52)              | 15.1 (59.2)          | 18.8 (65.8)          | 21.5 (70.7)          | 21.3 (70.3)          | 18 (64)              | 14.1 (57.4)          | 8.6 (47.5)           | 6.1 (43.0)           | 13 (55)              |
| 平均低温 °C（°F）    | 1.4 (34.5)           | 2.2 (36.0)           | 4.1 (39.4)           | 6.1 (43.0)           | 10 (50)              | 13.5 (56.3)          | 15.6 (60.1)          | 15.4 (59.7)          | 12.1 (53.8)          | 9.2 (48.6)           | 4.5 (40.1)           | 2.2 (36.0)           | 8 (46)               |
| 历史最低温 °C（°F）  | −21 (−6)             | −10 (14)             | −6.3 (20.7)          | −3 (27)              | 1 (34)               | 6 (43)               | 8 (46)               | 7 (45)               | 3.5 (38.3)           | −1.5 (29.3)          | −9 (16)              | −9 (16)              | −21 (−6)             |
| 平均降水量 mm（）    | 65.8 (2.59)          | 47.8 (1.88)          | 60 (2.4)             | 84.4 (3.32)          | 82.4 (3.24)          | 66.9 (2.63)          | 42.1 (1.66)          | 55.9 (2.20)          | 68.9 (2.71)          | 72.5 (2.85)          | 70.6 (2.78)          | 68.5 (2.70)          | 785.8 (30.94)        |
| 月均日照時數         | 97.2                 | 119.6                | 172.6                | 188.1                | 214.7                | 239.7                | 275.4                | 260.4                | 212.9                | 144.6                | 102.5                | 91.6                 | 2,119.3              |
| 来源：infoclimat.fr  |                      |                      |                      |                      |                      |                      |                      |                      |                      |                      |                      |                      |                      |

## 行政区划
帕米耶是法国奥克西塔尼大区阿列日省的一个市镇，编号为09225，它也是阿列日省的一个副省会。帕米耶下辖帕米耶区，管理帕米耶第一县和第二县，同时也是阿列日-比利牛斯之门市镇公共社区的办公驻地。
法国国家统计与经济研究所（简称）在进行数据统计时，将帕米耶及相邻的另外6个市镇设为帕米耶城市核心区，并将包括核心区在内的周边共29个市镇划为帕米耶城市区。同时，还将帕米耶市镇分为了7个“块区”（IRIS），以便于统计人口分布情况。

## 交通

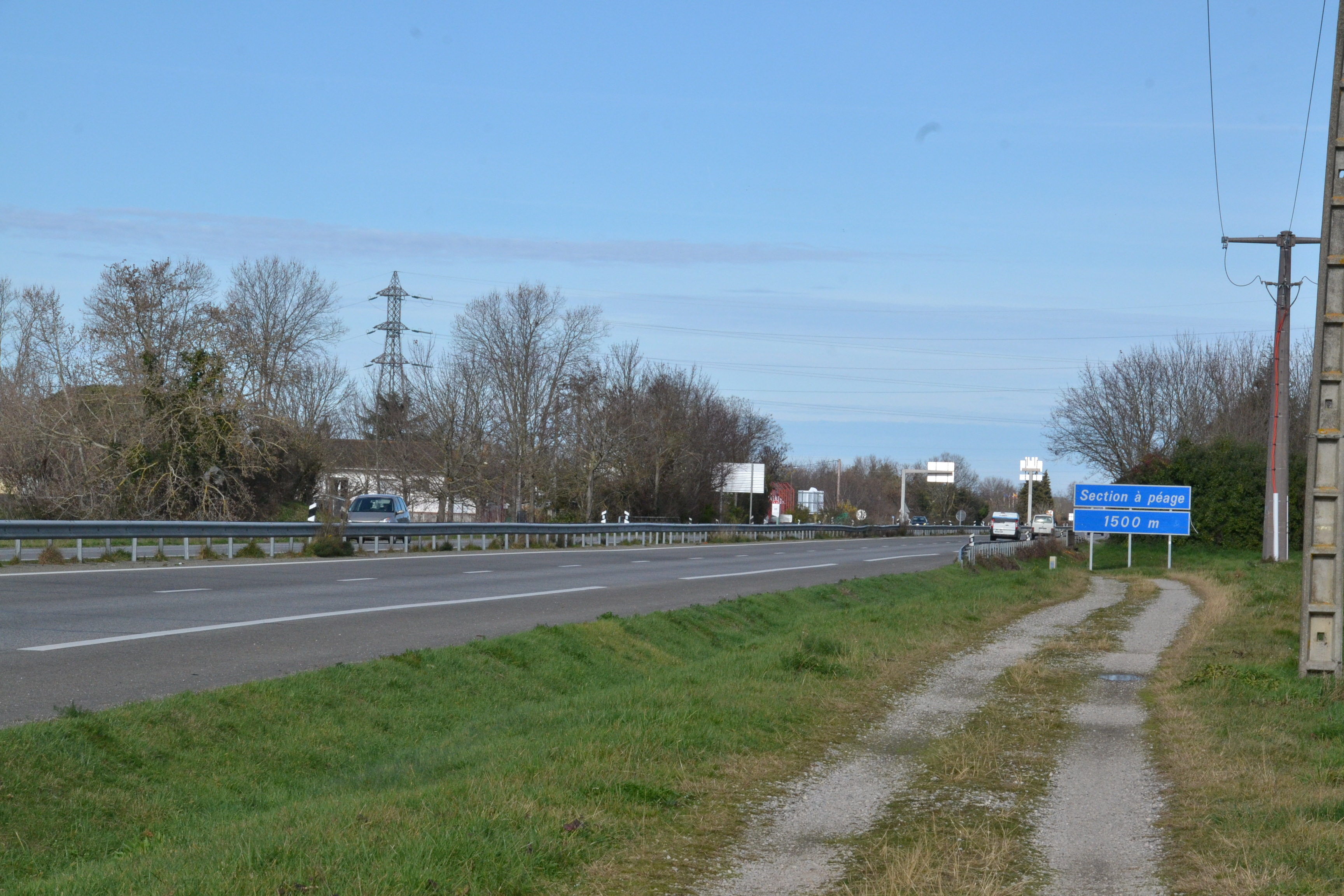
法国国道N20线帕米耶段

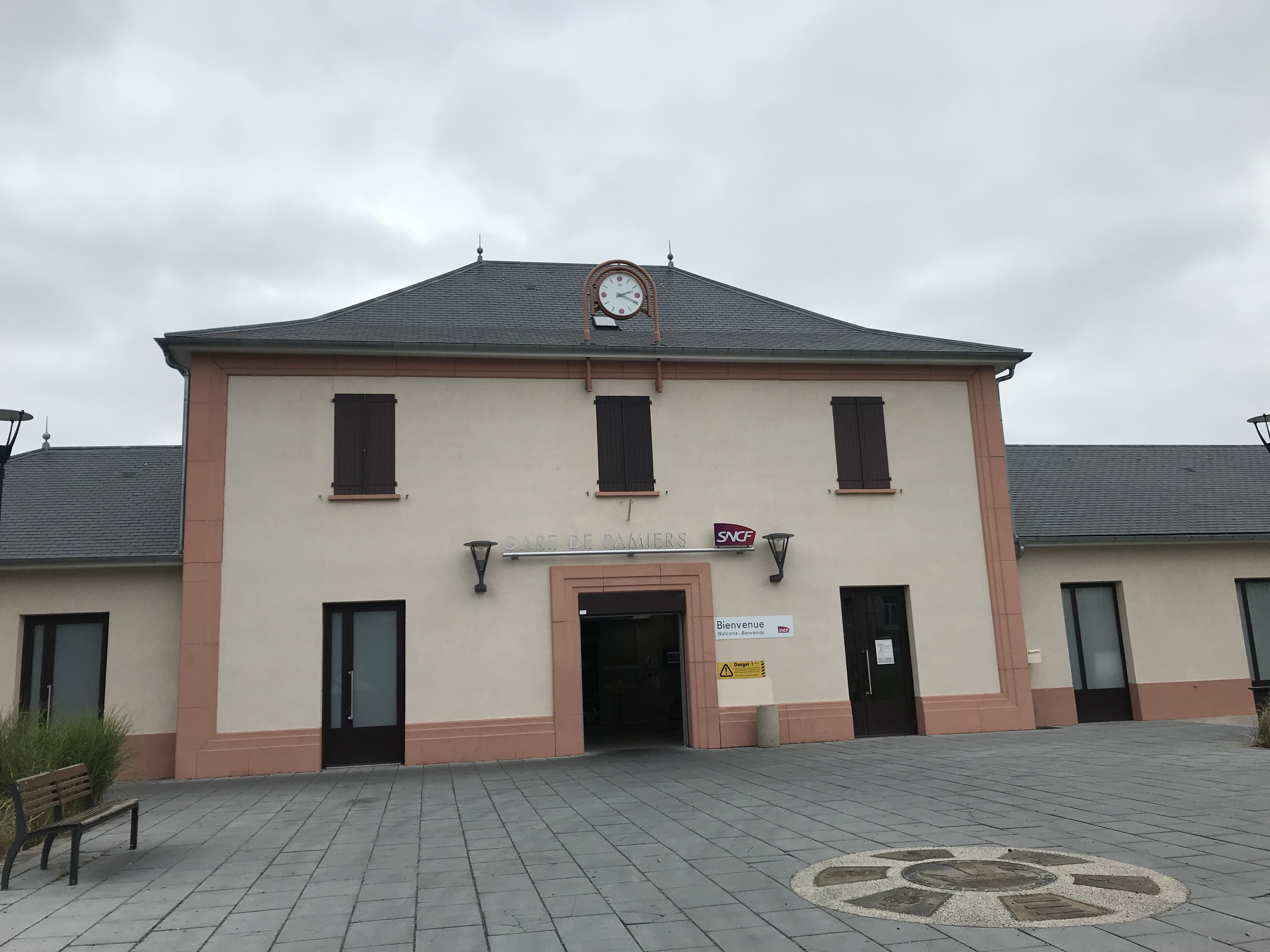
帕米耶火车站

### 公路
法国A66高速公路的终点位于帕米耶，法国国道N20线和多条阿列日省省道在帕米耶境内交汇，阿列日省城际客运提供多条校车线路，可前往周边部分市镇。
2015年，66.9%的帕米耶家庭拥有至少一辆的私人汽车。2016年，帕米耶境内共发生各类交通事故9起，造成1人遇难，16人受伤。

### 铁路
帕米耶位于波尔泰圣西蒙—普奇塞达铁路线上，该铁路是一个重要的区域性干线，于1930年完成电气化改造，历史上还有帕米耶－利穆铁路在此交汇，后者已于1941年关闭并改造为绿道。帕米耶站位于市区东部，该站每天停靠往返于图卢兹和帕米耶之间的区域列车，部分列车将向南延伸至西班牙边界的拉图尔德卡罗勒，此外该站每天晚上还有一班可直达巴黎的夜班列车，中途停靠奥尔良附近的弗勒里莱索布赖。

### 航空
帕米耶-莱皮若勒飞行场位于市区东南部大约5公里处，暂无商业航线。距离帕米耶最近的民用航空站为图卢兹-布拉尼亚克机场，车程在1.5小时左右。

### 城市公共交通
帕米耶市政府提供市区免费摆渡巴士（navette urbaine），为单循环线路，覆盖了帕米耶市区的主要街区，除节假日外全年运行。

## 政治

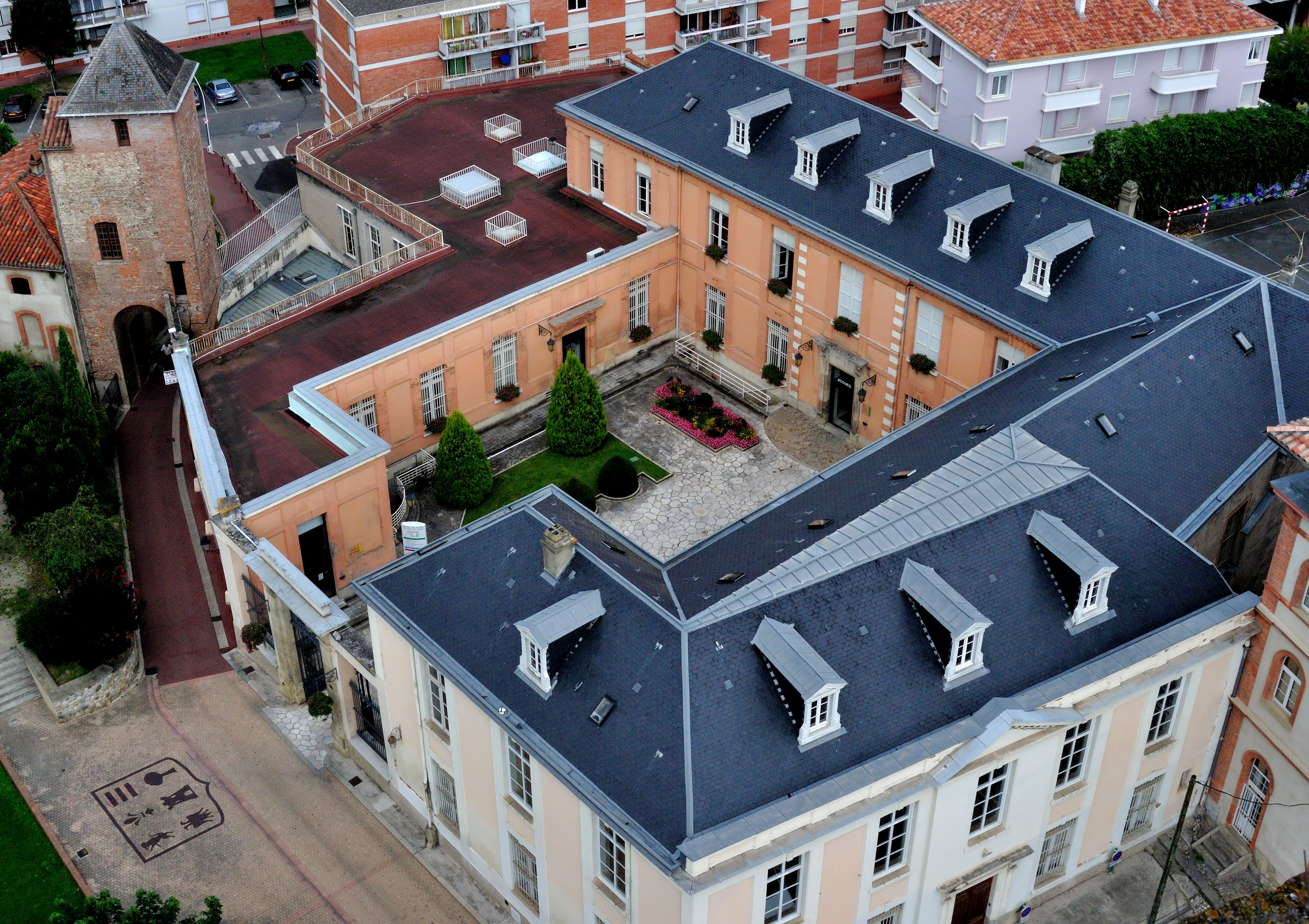
鸟瞰帕米耶市政厅

帕米耶的现任市长为弗蕾德里克·蒂扬诺女士（Frédérique Thiennot），她是一名中间派，他在2020年的市政选举中获得了41.39%的支持率。
在2017年的法国总统大选中，法国第25任总统埃马纽埃尔·马克龙在帕米耶获得了59.64%的支持率。
| 帕米耶历届市长 |                      |                      |
| 任期           | 市长                 | 党派                 |
| 1944年－1947年 | 埃米尔·达罗          | PCF法国共产党        |
| 1947年－1959年 | 让·里舒              | SFIO工人国际法国支部 |
| 1959年－1982年 | 加斯通·巴雷耶        | DVD右翼无党派人士    |
| 1982年－1989年 | 弗朗西斯·鲁凯        | DVD右翼无党派人士    |
| 1989年－1995年 | 弗朗索瓦-贝尔纳·苏拉 | PS社会党             |
| 1995年－2020年 | 安德烈·特里加诺      | DVD右翼无党派人士    |
| 2020年－       | 弗蕾德里克·蒂扬诺    | Centriste中间派      |

## 人口
2017年，帕米耶市镇人口数量为15,675，在法国排名第616位。其中男性7,830人，女性7,858人，75岁及以上人口占10.8%，外籍人口数量为1,049人，人口密度为342人/平方公里，当地居民被称为（男性）或（女性）。2018年，帕米耶境内出生175人，死亡人口157人。
| 年份   | 1936   | 1946   | 1954   | 1962   | 1968   | 1975   | 1982   | 1990   | 1999   | 2006   | 2011   | 2016   | 2017   |
| ------ | ------ | ------ | ------ | ------ | ------ | ------ | ------ | ------ | ------ | ------ | ------ | ------ | ------ |
| 人口數 | 14,035 | 12,026 | 12,822 | 13,297 | 14,564 | 14,325 | 13,345 | 12,965 | 13,417 | 14,830 | 15,448 | 15,688 | 15,675 |

## 经济

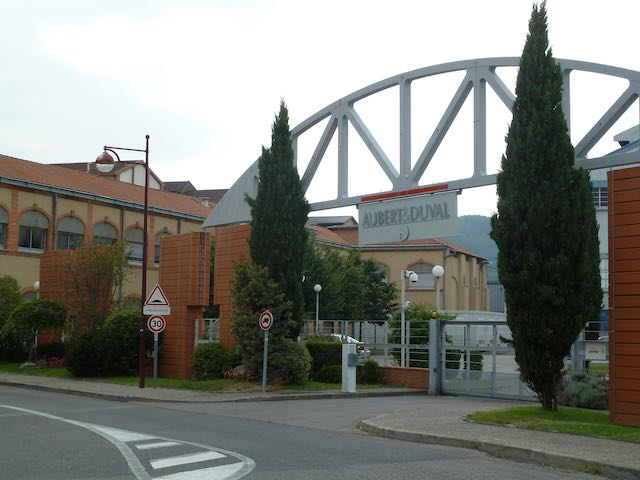
帕米耶冶金厂

帕米耶是一个区域性的工商业城市，当地有多个金属加工厂，此外旅游业也是重要的经济支柱。

## 财政收入
2018年，帕米耶的财政收入总额为24,318,900欧元，财政支出总额为22,203,100欧元，当年的债务总额为18,585,900欧元。
2014年，帕米耶的人均收入总额为2,411欧元，其中高职人员为4,262欧元，普通职员为1,725欧元。
2016年，帕米耶境内的青壮年（15至64岁）失业率为20.5%，当地33.7%的家庭拥有纳税资格。

## 社会事务

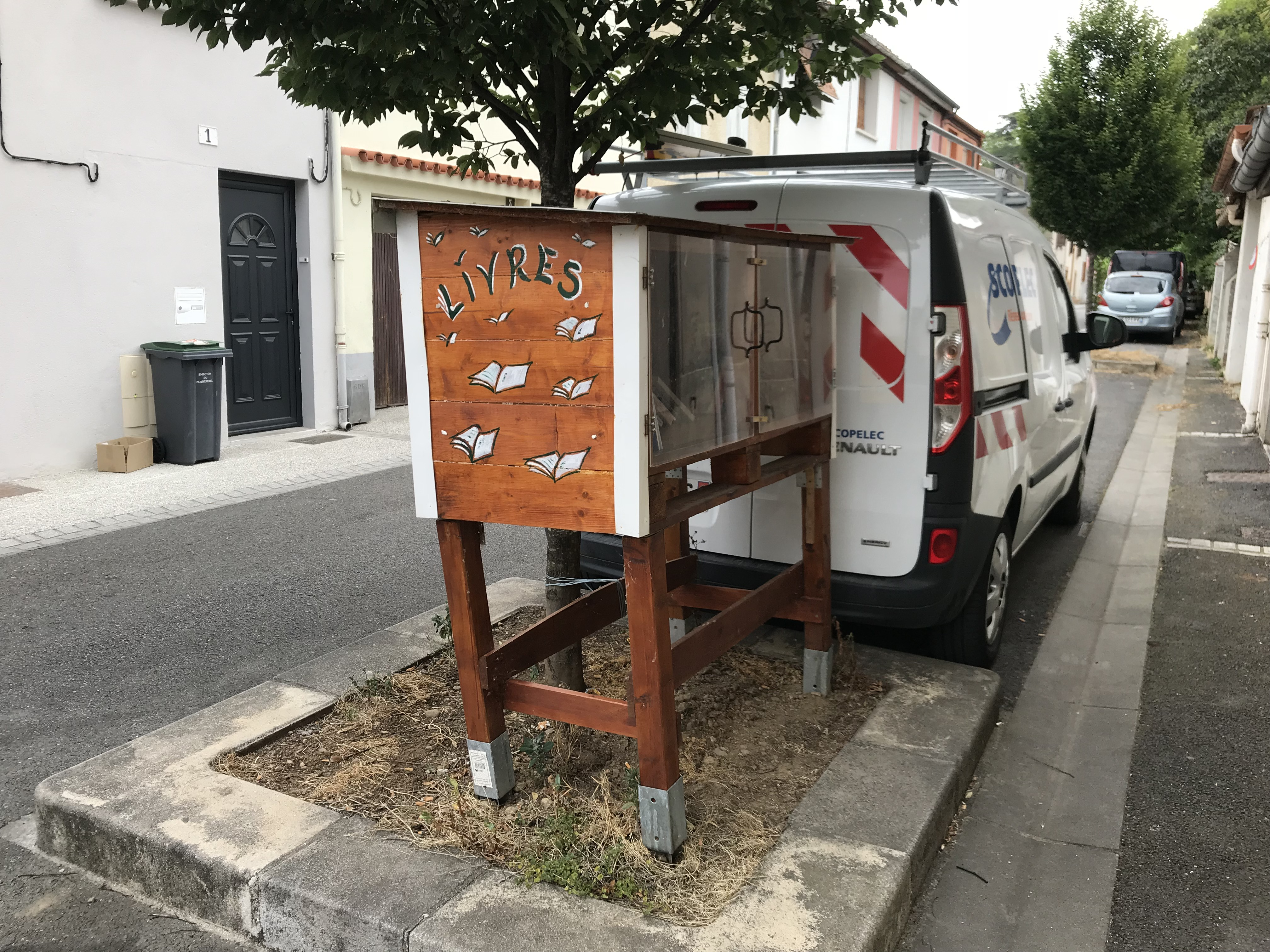
帕米耶街头的图书交换箱

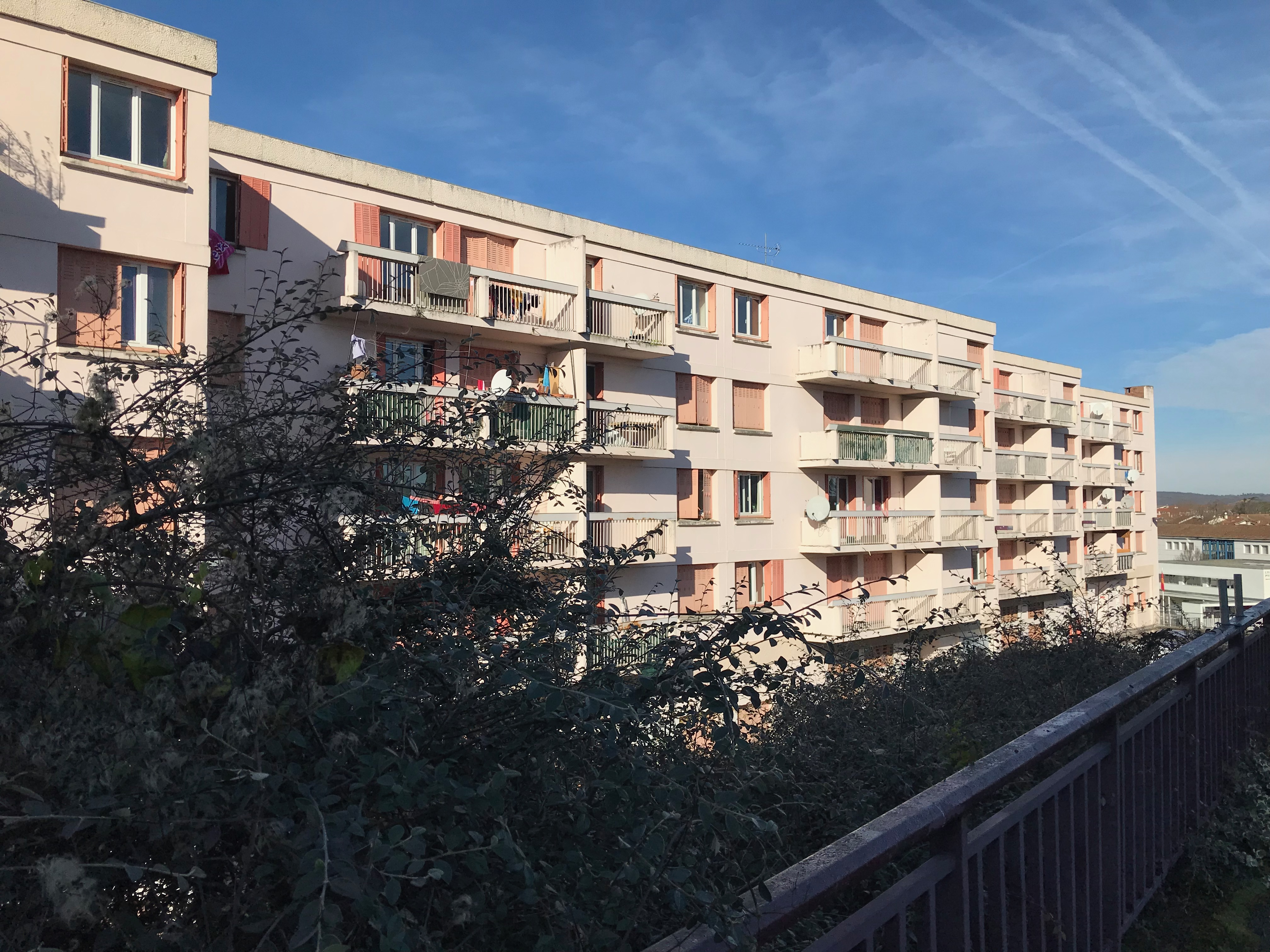
拉格洛列特街区

### 教育
帕米耶属于图卢兹学区。截止2018年1月1日，帕米耶境内共有3所幼儿园、8所小学、4所初级中学、2所普通高中、1所农业高中和1所职业高中。2018至2019学年度，帕米耶境内共有学生3,039名。

### 医疗
截止2017年1月1日，帕米耶境内共有全科医生18名、保健师18名、牙医16名、护士58名、耳科医生1名、眼科医生1名、助产士2名、儿科医生1名和妇科医生1名。境内共有药房6家，养老院2家，残疾人帮扶中心1家。
距离帕米耶最近的综合性医疗机构为阿列日河谷市际中心医院（Centre hospitalier intercommunal des vallées de l'Ariège），位于圣让德韦尔日境内，距离帕米耶市区车程在10分钟左右，是阿列日省境内规模最大的公立综合性医院。

### 住房
2015年，帕米耶境内共有各类住房8,852套，其中83.7%为常住房屋。集中式居民区主要零星分布在市区南部

### 商业
2017年，帕米耶境内共有各类商铺1,144家，其中餐饮服务类553家。市区南北两侧均建有大型开放式商业街区。

### 体育

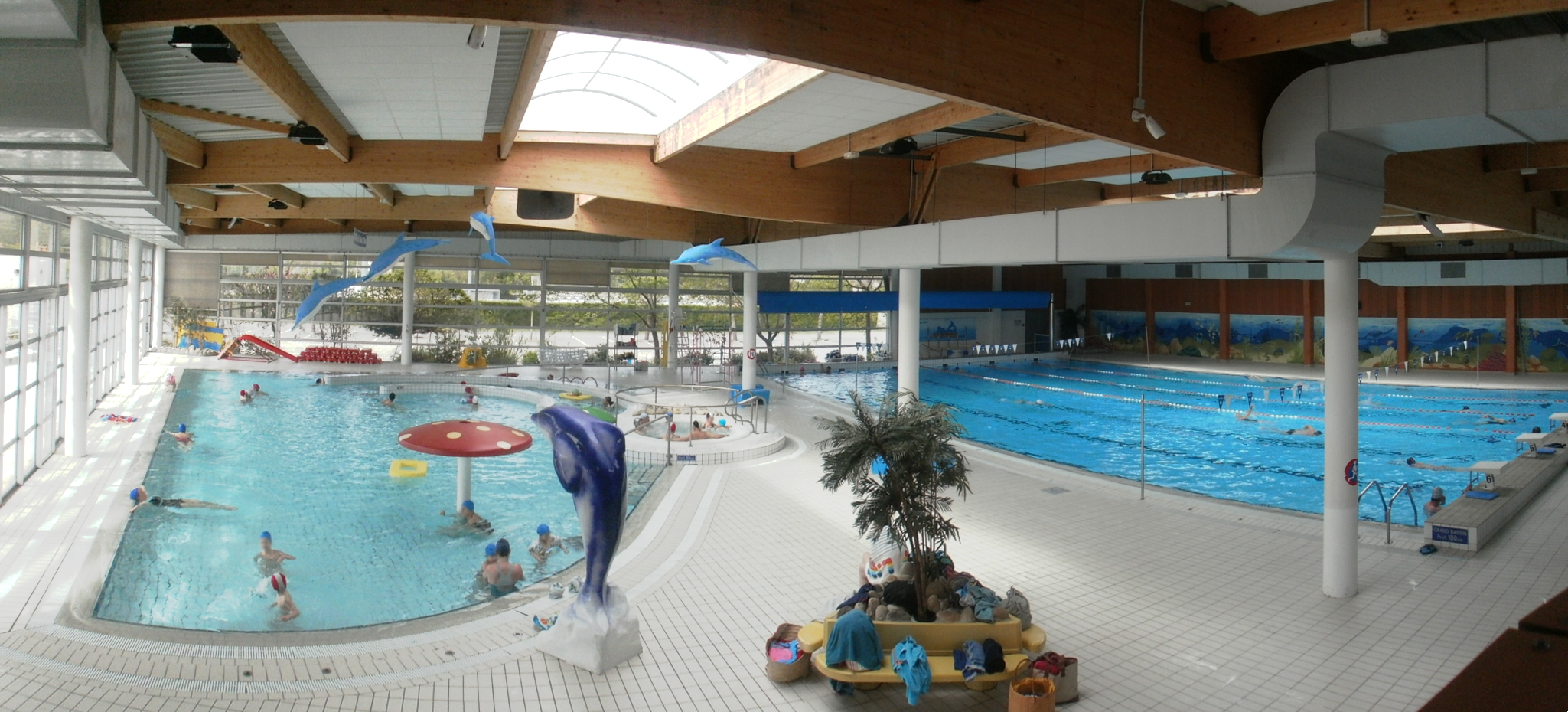
帕米耶游泳池

2017年，帕米耶境内共有2家游泳池、10间健身房、3座综合体育场、7处网球场、5处足球或橄榄球场、1处篮球或排球场以及1处高尔夫球场。
帕米耶体育俱乐部是当地的一支橄榄球队，成立于1904年，2019至2020赛季参加法国橄榄球丙级联赛。

### 环境
帕米耶的环境事务由其所属的公共社区负责。2017年，帕米耶境内共有3家污染企业。

### 治安
2014年，帕米耶及附近地区共发生各类案件965起，其中盗窃类案件615起，经济类案件67起，毒品交易类案件67起。

## 文化

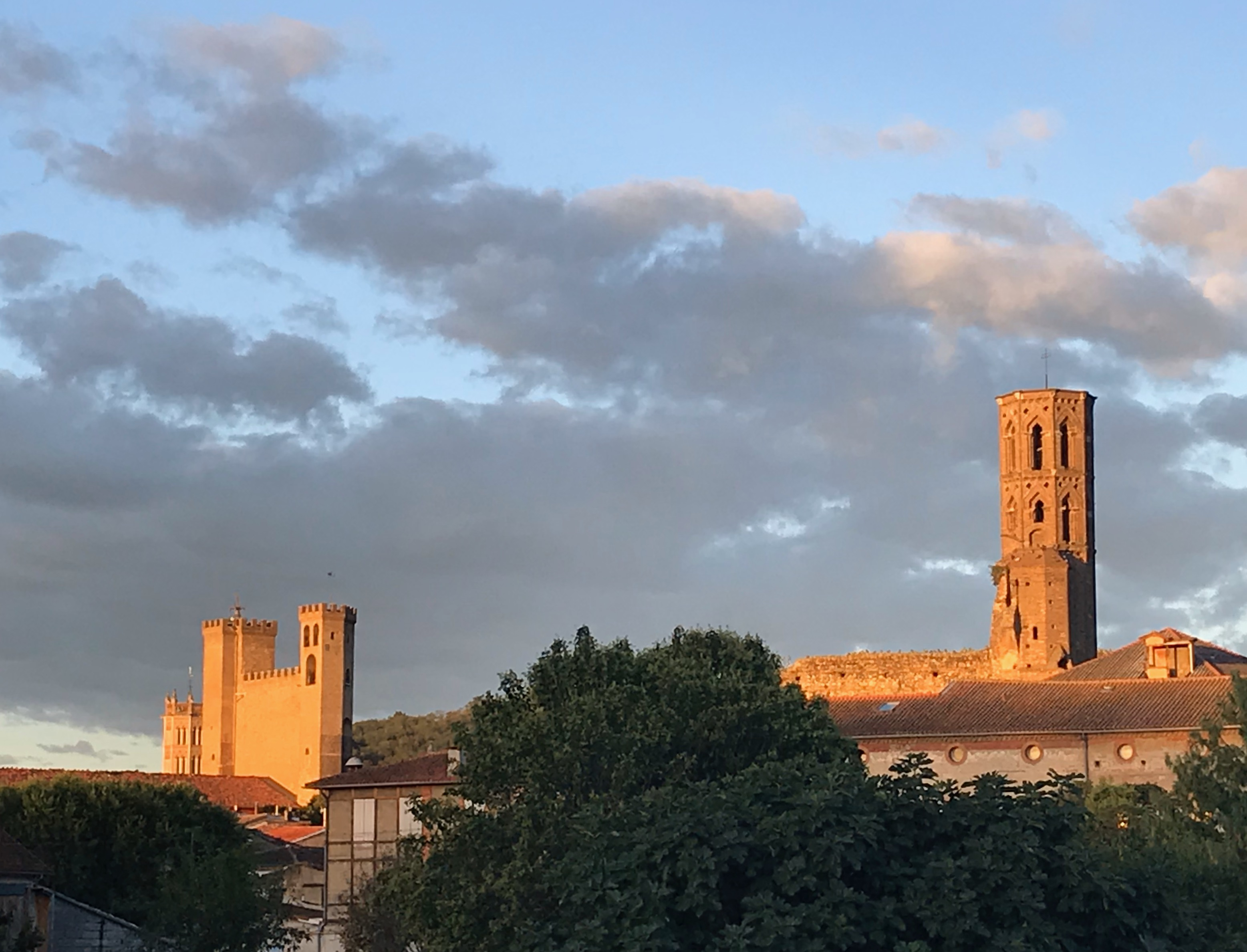
圣安多尼主教座堂和钟楼

2017年，帕米耶境内共有1个电影院和1个音乐厅。

### 建筑
帕米耶境内有多处历史遗迹，其中帕米耶圣安多尼主教座堂是当地的标志性建筑物，亦是天主教帕米耶教区的主教座堂，自1906年起被列入法国国家文物保护单位。

### 旅游
2018年，帕米耶境内共有5个宾馆共计147间房间，另有1个露营地，可容纳共100辆露营车。

### 媒体
法国主要的媒体均可在帕米耶接收，法国电视三台下属的奥克西塔尼大区频道在部分时段播出帕米耶所属区域的地方新闻。《南部追寻》是法国南部的重要地方性报刊媒体，总部位于图卢兹，在阿列日省境内亦有发行。

## 相关人物
法国作曲家加布里埃尔·福莱和政治家泰奧菲勒·德爾卡塞出生于帕米耶。

## 友好城市
截至2020年4月，帕米耶共与两座城市互为友好城市关系。
- 德国 克赖尔斯海姆[35]
- 西班牙 塔拉萨